# Domitien Ndayizeye
Domitien Ndayizeye (né le 2 mai 1953, Murago, province de Kayanza) est un homme d'État burundais, président de la république du Burundi du 30 avril 2003 au 26 août 2005. Il est candidat à l'élection présidentielle du 20 mai 2020.

## Biographie
L'accord d'Arusha conclu en 2000 entre la minorité tutsi et la majorité hutu vise à la fin de la guerre civile entre Hutu et Tutsi débutée en 1993. La période transitoire instituée par l'accord accorde 18 mois de présidence au Tutsi Pierre Buyoya, membre du parti UPRONA et en poste depuis son coup d'État de 1996. Le poste de vice-président est attribué au Hutu Ndayizeye, secrétaire général du FRODEBU. Et après ces 18 mois, Ndayizeye devient président avec un Tutsi comme vice-président. Des élections démocratiques doivent être organisée à l'issue de la période de transition.
La période transitoire débute le 1er novembre 2001 et le 30 avril 2003, Ndayizeye devient président et le Tutsi Alphonse-Marie Kadege est nommé vice-président (il est remplacé en 2004 par Frédéric Ngenzebuhoro).
Plusieurs importants groupes armés refusent toujours de s'associer à l'accord d'Arusha. Les Forces de défense de la démocratie (FDD) et les Forces nationales de libération (FNL), deux groupes armés hutu, considèrent Ndayizeye comme un homme de paille de l'armée régulière à dominante tutsi,.
À l'initiative des chefs d'État de la région, Ndayizeye et Pierre Nkurunziza, chef des FDD, négocient et signent un accord de paix, dit accord de Prétoria, en novembre 2003 sur la base d'une répartition du pouvoir politique, militaire et économique sur une base ethnique.
En janvier 2004, Ndayizeye entame des négociations avec les FNL pour parvenir à un cessez-le-feu.
Un processus de rédaction d'une nouvelle constitution se déroule en 2004. La nouvelle constitution vise à instaurer une plus grande répartition des pouvoirs entre Hutu et Tutsi. En attendant la fin des débats parlementaires sur la nouvelle constitution et un éventuel arrêt des combats avec le FNL, les élections législatives prévues pour novembre 2004 sont repoussées et le mandat de Ndayizeye, dont la fin était prévue pour le 1er novembre 2004, est prolongé à plusieurs reprises,,. La constitution est soumise à référendum le 28 février 2005. La grande majorité des partis politiques, hutu comme tutsi, appelle à approuver la nouvelle constitution et celle-ci est approuvée avec 92 % des voix.
En mai 2005, Ndayizeye et Agathon Rwasa, le chef des FNL, signent un accord de cessez-le-feu et prévoient l'ouverture rapide de négociations.
Les élections municipales de juin 2005 et les élections législatives de juillet sont une large victoire pour les CNDD-FDD (anciennement FDD) et une défaite pour le FRODEBU de Ndayizeye qui perd sa place de parti politique dominant,. Lors de l'élection présidentielle du 19 août 2005, Pierre Nkurunziza, membre du CNDD-FDD et candidat unique, est largement élu par les deux chambres du Parlement burundais. Après la fin de son mandat, Ndayizeye devient sénateur.
Le 21 août 2006, le Sénat lève son immunité parlementaire et Ndayizeye est arrêté pour avoir participé à la préparation d'un hypothétique coup d'État et d'avoir voulu tuer le président Nkurunziza. Ndayizeye et les autres accusés (dont Alphonse-Marie Kadege) se déclarent innocents et ce procès est dénoncé par des ONG et des diplomates comme un moyen de faire taire l'opposition politique. La prison à perpétuité est requise par le procureur. Ndayizeye est acquitté et libéré le 15 janvier 2007. Deux co-accusés sont condamnés à des peines de 15 et 20 ans de prison. L'ancien chef des Forces nationales de libération Alain Mugabarabona qui avait dénoncé Ndayizeye, clame que c'était sous la torture et à la demande du service de sécurité burundais, la Documentation nationale.
En octobre 2008, il est élu pour représenter le FRODEBU à l'élection présidentielle de 2010. La plupart des partis politiques protestent contre des fraudes présumées du CNDD-FDD lors des élections municipales de mai 2010. Les principaux candidats à l'élection présidentielle, dont Ndayizeye, retirent leur candidature en juin.
En 2020, Ndayizeye est candidat à l'élection présidentielle du 20 mai 2020.